# Nothing but the Beat
Nothing but the Beat é o quinto álbum de estúdio do DJ francês e  produtor musical David Guetta. O álbum foi lançado em 26 de agosto de 2011 através da Virgin Records (EMI). Lançado como um álbum duplo, o primeiro disco apresenta colaborações com artistas R&B, hip hop e pop mundial, como Lil Wayne, Usher, Jennifer Hudson, Jessie J e Sia Furler. Também apresenta will.i.am e Akon, ambos os quais já haviam trabalhado com Guetta em seu quarto álbum, One Love. Em comparação, o segundo disco apresenta faixas puramente instrumentais. O álbum é também o primeiro álbum de Guetta a não possui a colaboração de longa data do cantor Chris Willis nos vocais. Inicialmente, as revisões de críticas do álbum tem sido favorável.
O álbum foi re-lançado em 07 setembro de 2012 com o nome, Nothing but the Beat 2.0. Ele inclui seis novas faixas, incluindo o single "She Wolf (Falling to Pieces)", que conta com a participação de Sia, que trabalhou anteriormente com Guetta em "Titanium". O remix deste single foi lançado exclusivamente através da loja Beatport em 7 de agosto de 2012. Várias faixas do álbum original foram removidas do relançamento, no entanto, todos os singles foram mantidos.
| Críticas profissionais | Críticas profissionais |
| Pontuações agregadas   | Pontuações agregadas   |
| Fonte                  | Avaliação              |
| ---------------------- | ---------------------- |
| Metacritic             | (60/100)               |
| Avaliações da crítica  |                        |
| Fonte                  | Avaliação              |
| BBC Music              | (favorável)            |
| Digital Spy            | [ 6 ]                  |
| Entertainment Weekly   | (B-)                   |
| The Guardian           | [ 8 ]                  |
| The Observer           | [ 9 ]                  |
| Rolling Stone          | [ 10 ]                 |
| Spin                   | [ 11 ]                 |
| The Daily Telegraph    | [ 12 ]                 |
| Us Weekly              | [ 13 ]                 |
| Virgin Music           | (favorável)            |

## Singles
- O primeiro single do álbum é a música "Sweat" com a participação do rapper americano Snoop Dogg. A música é versão remixada da música "Wet", retirada do álbum de estúdio do Snoop Dogg, Doggumentary. Lançado em 4 de março de 2011.

- "Where Them Girls At", com participações dos rappers americanos Flo Rida e Nicki Minaj, foi lançado como o segundo single em 2 de maio de 2011. Ele estreou no número #14 nas paradas da Billboard Hot 100 tornando-se o terceiro hit de Guetta no top 20 nos Estados Unidos.[15][16] A canção esteve dentro do top 10 em 18 países, e alcançou a poisção de número #1 nas paradas da Offical Scottish Charts e UK Dance Chart.

- O terceiro single do álbum, "Little Bad Girl", com participações de Taio Cruz e Ludacris, foi lançado em 27 junho de 2011 e atualmente está impactando paradas em todo o mundo. O vídeo da música foi lançado em 18 de julho de 2011.

- O quarto single, "Without You", com participação de Usher, com o vídeo da música sendo filmado no final de julho de 2011 e estreado dia 14 de outubro de 2011.[17][18] Ele foi enviado para a rádio convencional nos Estados Unidos, em 27 de setembro de 2011.[19][20]

- O quinto single do álbum é "Titanium" (que já havia sido lançado como single promocional em agosto de 2011), que conta com a participação da cantora australiana Sia. O Single foi lançado em 9 de dezembro de 2011.

- O sexto single do álbum é "Turn Me On", que foi lançado logo em seguida, no dia 13 de dezembro de 2011, que conta com a participação da rapper americana Nicki Minaj.

- O sétimo single do álbum é "I  Can Only Imagine", que foi lançado em 13 de fevereiro de 2012, com participações de Chris Brown e Lil Wayne.

Singles do relançamento do álbum
"She Wolf (Falling to Pieces)", com a parceria de Sia, é o primeiro single do relançamento do álbum. O lançamento do single ocorreu em 21 de agosto de 2012.
"Just One Last Time", com parceria de Taped Rai, é o segundo single do relançamento do álbum. Foi lançado em 15 de novembro de 2012.
"Play Hard", com participação de Ne-Yo e Akon, é o terceiro single do relançamento do álbum. Foi lançado em 15 de Março de 2013. Atingiu e estava subindo em algumas tabelas musicais de alguns países antes mesmo do lançamento oficial no mundo. Havia sido lançado na Austrália.

### Singles promocionais
Três singles promocionais foram lançados antes do álbum. "Titanium", com a cantora Sia, foi lançada em 8 de agosto de 2011. A canção passou no top 20 em muitos países europeus e na Austrália. A faixa instrumental, "Lunar", com o DJ e produtor holandês Afrojack, foi lançado em 15 de agosto de 2011. "Night of Your Life", com gravação da artista Jennifer Hudson, foi lançado como o terceiro e último single promocional do álbum, em 22 de agosto de 2011, com o álbum a ser lançado 4 dias depois.

### Outras canções nas paradas
Após o lançamento no Reino Unido, "Turn Me On", com participação de Nicki Minaj e, "Crunk It Up", com participação de Akon, entraram no UK Singles Chart na posição de número #20 e #96, respectivamente, devido às fortes vendas digitais do álbum.

## Lista de faixas
| Nothing but the Beat – Disco 1: Álbum vocal |                                                                                   | | |         |  |
| N.º                                         | Título                                                                            | Compositor(es) | Produtor(es)                                                                                         | Duração |  |
| 1.                                          | "Where Them Girls At" (com participação de Flo Rida e Nicki Minaj)                | David Guetta, Tramar Dillard, Onika Maraj, Juan Silinas, Oscar Silinas, Jared Cotter, Michael Caren, Giorgio Tuinfort, Sandy Wilhelm | David Guetta, Giorgio Tuinfort, Sandy Vee                                                            | 3:30    |  |
| 2.                                          | "Little Bad Girl" (com participação de Taio Cruz e Ludacris)                      | Guetta, Taio Cruz, Christopher Bridges, Giorgio Tuinfort, Frédéric Riesterer                                                         | David Guetta, Giorgio Tuinfort, Frédéric Riesterer, Daddy's Groove*, Rutger "Rutti" Kroese           | 3:11    |  |
| 3.                                          | "Turn Me On" (com participação de Nicki Minaj)                                    | Ester Dean | David Guetta, Giorgio Tuinfort, Daddy's Groove*, Rutger "Rutti" Kroese                               | 3:19    |  |
| 4.                                          | "Sweat" (Snoop Dogg vs. David Guetta)                                             | Calvin Broadus, Cheri Williams, Derek Jenkins, Dwayne Richardson, Cassio Ware, David Singer-Vine, Niles Hollowell-Dhar               | David Guetta, Giorgio Tuinfort, Frédéric Riesterer                                                   | 3:16    |  |
| 5.                                          | "Without You" (com participação de Usher)                                         | Usher Raymond IV, Taio Cruz, David Hachour, Florent Sabaton, Richard Butler, Jr.                                                     | David Guetta, Giorgio Tuinfort, Frédéric Riesterer, Daddy's Groove*, Mark "Exit" Goodchild           | 3:28    |  |
| 6.                                          | "Nothing Really Matters" (com participação de will.i.am)                          | William Adams | David Guetta, Giorgio Tuinfort, Frédéric Riesterer, David Hachour, Florent Sabaton, Pierre-Luc Rioux | 3:39    |  |
| 7.                                          | "I Can Only Imagine" (com participação de Chris Brown e Lil Wayne)                | Christopher Brown, Dwayne Carter, Jacob Luttrell, Nasri Atweh                                                                        | David Guetta, Giorgio Tuinfort, Frédéric Riesterer, Daddy's Groove*                                  | 3:29    |  |
| 8.                                          | "She Wolf (Falling to Pieces)" (com participação de Sia Furler)                   | Sia e David Guetta | David Guetta, Chris Braide, Sia Furler, Giorgio Tuinfort                                             | 3:30    |  |
| 9.                                          | "Crank It Up" (com participação de Akon)                                          | Aliaune Thiam | David Guetta, Giorgio Tuinfort, Frédéric Riesterer, Fabian Lenssen*, Silvio Ecomo*                   | 3:12    |  |
| 10.                                         | "I Just Wanna Fuck" (David Guetta & Afrojack com participação de Timbaland e Dev) | Guetta, Jacob Luttrell, Amy Kaup, Jessica Sarangay, Singer-Vine, Hollowell-Dhar                                                      | David Guetta, Afrojack                                                                               | 3:23    |  |
| 11.                                         | "Night of Your Life" (com participação de Jennifer Hudson)                        | Crystal Johnson, Anthony Preston | David Guetta, Giorgio Tuinfort                                                                       | 3:41    |  |
| 12.                                         | "Repeat" (com participação de Jessie J)                                           | Jessica Cornish, The Invisible Man, Ali Tennant                                                                                      | David Guetta, Giorgio Tuinfort, Frédéric Riesterer                                                   | 3:26    |  |
| 13.                                         | "Titanium" (com participação de Sia)                                              | Sia Furler, Guetta, Tuinfort, van de Wall                                                                                            | Guetta, Tuinfort, Afrojack                                                                           | 4:05    |  |
| Duração total:                              | Duração total:                                                                    | Duração total: | Duração total:                                                                                       | 41:44   |  |

| Faixa bônus da Austrália |                                        | |                                               |         |  |
| N.º                      | Título                                 | Compositor(es) | Produtor(es)                                  | Duração |  |
| 1.                       | "Where Them Girls At" (Afrojack Remix) | Tramar Dillard, Onika Maraj, Juan Silinas, Oscar Silinas, Jared Cotter, Michael Caren, David Guetta, Giorgio Tuinfort, Sandy Vee, Nick van de Wall | David Guetta, Sandy Wilhelm, Nick van de Wall | 6:24    |  |

| Faixa bônus da iTunes Store |                                                               |                                                                     |                             |         |  |
| N.º                         | Título                                                        | Compositor(es)                                                      | Produtor(s)                 | Duração |  |
| 13.                         | "I'm a Machine" (com participação de Crystal Nicole & Tyrese) | Crystal Johnson, David Guetta, Giorgio Tuinfort, Frédéric Riesterer | Guetta, Tuinfort, Riesterer | 3:34    |  |

| Disco 2: Álbum eletrônico |                                         |                                                                                    |                                                    |         |  |
| N.º                       | Título                                  | Compositor(es)                                                                     | Produtor(es)                                       | Duração |  |
| 1.                        | "The Alphabeat"                         | David Guetta, Giorgio Tuinfort                                                     | David Guetta, Giorgio Tuinfort, Black Raw*         | 4:29    |  |
| 2.                        | "Lunar" (David Guetta e Afrojack)       | David Guetta, Nick van de Wall, Giorgio Tuinfort                                   | David Guetta, Nick van de Wall                     | 5:16    |  |
| 3.                        | "Sunshine" (David Guetta e Avicii)      | David Guetta, Giorgio Tuinfort, Tim Bergling                                       | David Guetta, Tim Bergling, Giorgio Tuinfort       | 6:01    |  |
| 4.                        | "Little Bad Girl" (Edição instrumental) | Taio Cruz, Christopher Bridges, David Guetta, Giorgio Tuinfort, Frédéric Riesterer | David Guetta, Giorgio Tuinfort, Frédéric Riesterer | 4:02    |  |
| 5.                        | "Metro Music"                           | David Guetta, Giorgio Tuinfort                                                     | David Guetta, Giorgio Tuinfort                     | 4:13    |  |
| 6.                        | "Toy Story"                             | David Guetta, Giorgio Tuinfort                                                     | David Guetta, Giorgio Tuinfort                     | 3:44    |  |
| 7.                        | "The Future" (David Guetta e Afrojack)  | David Guetta, Nick van de Wall                                                     | David Guetta, Nick van de Wall                     | 4:16    |  |
| 8.                        | "Dreams"                                | David Guetta, Giorgio Tuinfort, Frédéric Riesterer                                 | David Guetta, Frédéric Riesterer, Giorgio Tuinfort | 4:48    |  |
| 9.                        | "Paris"                                 | David Guetta, Frédéric Riesterer                                                   | David Guetta, Frédéric Riesterer                   | 4:40    |  |
| 10.                       | "Glasgow"                               | David Guetta, Giorgio Tuinfort                                                     | David Guetta, Giorgio Tuinfort, Black Raw*         | 5:13    |  |
| Duração total:            | Duração total:                          | Duração total:                                                                     | Duração total:                                     | 46:46   |  |

| Disc 3: Extended Remix Disc (Edição de luxo) | |         |  |
| N.º                                          | Título                                                                                                  | Duração |  |
| 1.                                           | "Where Them Girls At" (com participação de Flo Rida e Nicki Minaj) (Nicky Romero & Sidney Samson Remix) | 4:18    |  |
| 2.                                           | "Turn Me On" (com participação de Nicki Minaj) (Sidney Samson Remix)                                    | 5:15    |  |
| 3.                                           | "Sweat" (Snoop Dogg vs. David Guetta) (David Guetta & Afrojack Dub Remix)                               | 6:03    |  |
| 4.                                           | "Paris"                                                                                                 | 4:03    |  |
| 5.                                           | "Without You" (com participação de Usher) (Nicky Romero Remix)                                          | 4:15    |  |
| 6.                                           | "Little Bad Girl" (com participação de Taio Cruz e Ludacris) (New Club Edit)                            | 4:14    |  |
| 7.                                           | "The Future" (David Guetta e Afrojack)                                                                  | 3:56    |  |
| 8.                                           | "Titanium" (com participação de Mey)                                                                    | 4:00    |  |
| 9.                                           | "Sunshine" (David Guetta e Avicii)                                                                      | 5:30    |  |
| 10.                                          | "Lunar" (David Guetta e Afrojack)                                                                       | 4:50    |  |

### 2.0
| Edição 2.0     |                                                                                         |         |  |
| N.º            | Título                                                                                  | Duração |  |
| 1.             | "Titanium" (com participação de Sia)                                                    | 4:05    |  |
| 2.             | "Turn Me On" (com participação de Nicki Minaj)                                          | 3:19    |  |
| 3.             | "She Wolf (Falling to Pieces)" (com participação de Sia)                                | 3:42    |  |
| 4.             | "Without You" (com participação de Usher)                                               | 3:28    |  |
| 5.             | "I Can Only Imagine" (Chris Brown & Lil Wayne)                                          | 3:29    |  |
| 6.             | "Play Hard" (com participação de Ne-Yo & Akon)                                          | 3:21    |  |
| 7.             | "Wild One Two" (Jack Back com participação de Guetta, Nicky Romero & Sia)               | 3:09    |  |
| 8.             | "Just One Last Time" (com participação de Taped Rai)                                    | 3:47    |  |
| 9.             | "In My Head" (David Guetta & Daddy's Groove featuring Nervo)                            | 3:51    |  |
| 10.            | "Where Them Girls At" (com participação de Nicki Minaj & Flo Rida)                      | 3:14    |  |
| 11.            | "Little Bad Girl" (com participação de Taio Cruz & Ludacris)                            | 3:11    |  |
| 12.            | "Sweat" (Snoop Dogg vs. David Guetta)                                                   | 3:16    |  |
| 13.            | "Crank It Up" (com participação de Akon)                                                | 3:12    |  |
| 14.            | "Nothing Really Matters" (com participação de will.i.am)                                | 3:39    |  |
| 15.            | "Every Chance We Get We Run" (Alesso & David Guetta com participação de Tegan and Sara) | 4:00    |  |
| 16.            | "Sunshine (Edit)" (Guetta & Avicii)                                                     | 3:52    |  |
| 17.            | "Lunar (Edit)" (Guetta & Afrojack)                                                      | 3:10    |  |
| 18.            | "What the F***"                                                                         | 4:07    |  |
| 19.            | "Metropolis (Edit)" (Guetta & Nicky Romero)                                             | 3:10    |  |
| 20.            | "The Alphabeat"                                                                         | 4:29    |  |
| 21.            | "Toy Story"                                                                             | 3:45    |  |
| Duração total: | Duração total:                                                                          | 75:42   |  |

| Versão dos Estados Unidos |                                                                                   |         |  |
| N.º                       | Título                                                                            | Duração |  |
| 1.                        | "Titanium/Titanio" (com participação de Sia & Mey)                                | 4:05    |  |
| 2.                        | "Turn Me On" (com participação de Nicki Minaj)                                    | 3:19    |  |
| 3.                        | "She Wolf (Falling to Pieces)" (com participação de Sia)                          | 3:42    |  |
| 4.                        | "Without You" (com participação de Usher)                                         | 3:28    |  |
| 5.                        | "I Can Only Imagine" (Chris Brown & Lil Wayne)                                    | 3:29    |  |
| 6.                        | "Play Hard" (com participação de Ne-Yo & Akon)                                    | 3:21    |  |
| 7.                        | "Wild One Two" (Jack Back com participação de Guetta, Nicky Romero & Sia)         | 3:09    |  |
| 8.                        | "Just One Last Time" (com participação de Taped Rai)                              | 3:47    |  |
| 9.                        | "In My Head" (David Guetta & Daddy's Groove featuring Nervo)                      | 3:51    |  |
| 10.                       | "Where Them Girls At" (com participação de Nicki Minaj & Flo Rida)                | 3:14    |  |
| 11.                       | "Little Bad Girl" (com participação de Taio Cruz & Ludacris)                      | 3:11    |  |
| 12.                       | "Sweat" (Snoop Dogg vs. David Guetta)                                             | 3:16    |  |
| 13.                       | "Crank It Up" (com participação de Akon)                                          | 3:12    |  |
| 14.                       | "I Just Wanna F." (com participação de Dev, Timbaland e Afrojack)                 | 3:23    |  |
| 15.                       | "Nothing Really Matters" (com participação de will.i.am)                          | 3:39    |  |
| 16.                       | "Repeat" (com participação de Jessie J)                                           | 3:26    |  |
| 17.                       | "Every Chance We Get We Run" (Guetta & Alesso com participação de Tegan and Sara) | 4:00    |  |
| 18.                       | "Sunshine (Edit)" (Guetta & Avicii)                                               | 3:52    |  |
| 19.                       | "Lunar (Edit)" (Guetta & Afrojack)                                                | 3:10    |  |
| 20.                       | "What The F***"                                                                   | 4:07    |  |
| 21.                       | "Metropolis (Edit)" (Guetta & Nicky Romero)                                       | 3:10    |  |
| 22.                       | "The Alphabeat"                                                                   | 4:29    |  |
| 23.                       | "Toy Story"                                                                       | 3:45    |  |

(*) denota produção adicional
Notas
- "Play Hard" incorpora a canção "Better Off Alone" de Alice DeeJay.[30]
- Créditos adaptados do encarte do álbum.[31]

## Posições e certificações
| País — Tabela musical (2011-2012)                  | Posição de pico |
| -------------------------------------------------- | --------------- |
| Austrália — Australian Albums Chart                | 3               |
| Áustria — Austrian Albums Chart                    | 1               |
| Bélgica — Belgian Albums Chart (Flanders)          | 2               |
| Bélgica — Belgian Albums Chart (Valónia)           | 1               |
| Canadá — Canadian Albums Chart                     | 2               |
| Dinamarca — Danish Albums Chart                    | 14              |
| Países Baixos — Dutch Albums Chart                 | 3               |
| Finlândia — Finnish Albums Chart                   | 7               |
| França — French Albums Chart                       | 1               |
| Alemanha — German Albums Chart                     | 1               |
| Grécia — Greek Albums Chart                        | 4               |
| Hungria — Hungarian Albums Chart                   | 8               |
| Irlanda — Irish Albums Chart                       | 2               |
| Itália — Italian Albums Chart                      | 4               |
| México — Mexican Albums Chart                      | 3               |
| Nova Zelândia — New Zealand Albums Chart           | 3               |
| Noruega — Norwegian Albums Chart                   | 5               |
| Polónia — Polish Albums Chart                      | 8               |
| Portugal — Portuguese Albums Chart                 | 1               |
| Espanha — Spanish Albums Chart                     | 1               |
| Suécia — Swedish Albums Chart                      | 19              |
| Suíça — Swiss Albums Chart                         | 1               |
| Reino Unido — UK Albums Chart                      | 2               |
| Estados Unidos — Billboard Dance/Electronic Albums | 1               |
| Estados Unidos — Billboard 200                     | 5               |

| País — Certificador (Vendas)      | Certificação (limiares de vendas) |
| --------------------------------- | --------------------------------- |
| Austrália — ARIA (70,000)         | Platina                           |
| Áustria — IFPI Austria (20,000)   | Platina                           |
| Bélgica — BEA (30,000)            | Platina                           |
| França — SNEP (300,000)           | 3× Platina                        |
| Finlândia — Musiikkituottajat (0) | Ouro                              |
| Alemanha — BVMI (400,000)         | 2× Platina                        |
| Hungria — Mahasz (3,000)          | Ouro                              |
| Irlanda — IRMA (15,000)           | Platina                           |
| Itália — FIMI (30,000)            | Ouro                              |
| México — AMPROFON (60,000)        | Platina                           |
| Polónia — ZPAV (10,000)           | Ouro                              |
| Portugal — AFP (10,000)           | Ouro                              |
| Espanha — PROMUSICAE (60,000)     | Platina                           |
| Reino Unido — BPI (300,000)       | Platina                           |
| Sumários                          |                                   |
| União Europeia — IFPI (1.000,000) | Platina                           |

## Histórico de lançamento
| País           | Data                   | Formato                  | Gravadora                 | Edição                            |
| -------------- | ---------------------- | ------------------------ | ------------------------- | --------------------------------- |
| Austrália      | 26 de agosto de 2011   | CD, descarga digital     | EMI Music                 | Versão padrão                     |
| Alemanha       | 26 de agosto de 2011   | LP, CD, descarga digital | EMI Music                 | Versão padrão                     |
| Irlanda        | 26 de agosto de 2011   | CD, descarga digital     | EMI Music                 | Versão padrão                     |
| Índia          | 26 de agosto de 2011   | CD                       | EMI Music                 | Versão padrão                     |
| Holanda        | 26 de agosto de 2011   | LP, CD, descarga digital | EMI Music                 | Versão padrão                     |
| Reino Unido    | 29 de agosto de 2011   | CD                       | What a Music Ltd.         | Versão padrão                     |
| Dinamarca      | 29 de agosto de 2011   | CD                       | EMI Music                 | Versão padrão                     |
| Canadá         | 29 de agosto de 2011   | CD                       | EMI Music                 | Versão padrão                     |
| Polónia        | 29 de agosto de 2011   | LP, CD                   | EMI Music                 | Versão padrão                     |
| França         | 29 de agosto de 2011   | LP, CD                   | Virgin Records, EMI Music | Versão padrão                     |
| Itália         | 30 de agosto de 2011   | LP, CD                   | EMI Music                 | Versão padrão                     |
| Estados Unidos | 30 de agosto de 2011   | CD                       | Astralwerks               | Versão padrão (versão dos U.S.A.) |
| Brasil         | 31 de agosto de 2012   | CD                       | EMI Music                 | Versão padrão, Edição de luxo     |
| Alemanha       | 25 de novembro de 2011 | CD                       | EMI Music                 | Edição de luxo                    |
| Austrália      | 25 de novembro de 2011 | CD                       | EMI Music                 | Edição de luxo                    |
| Reino Unido    | 28 de novembro de 2011 | CD                       | Positiva Records          | Edição de luxo                    |
| Dinamarca      | 30 de novembro de 2011 | CD                       | EMI Music                 | Edição de luxo                    |
| Alemanha       | 7 de setembro de 2012  | CD, descarga digital     | Virgin Records, EMI Music | Nothing but the Beat 2.0          |
| Reino Unido    | 10 de setembro de 2012 | CD, descarga digital     | Virgin Records, EMI Music | Nothing but the Beat 2.0          |
| Polonia        | 10 de setembro de 2012 | CD, descarga digital     | EMI Music                 | Nothing but the Beat 2.0          |
| Estados Unidos | 10 de setembro de 2012 | CD, descarga digital     | Capitol Records           | Nothing but the Beat 2.0          |